# Edavanna
Edavanna är en ort i Indien.   Den ligger i distriktet Malappuram och delstaten Kerala, i den södra delen av landet, 1 900 km söder om huvudstaden New Delhi. Edavanna ligger 27 meter över havet och antalet invånare är 32 739.
Terrängen runt Edavanna är platt åt sydost, men åt nordväst är den kuperad. Runt Edavanna är det mycket tätbefolkat, med 1 056 invånare per kvadratkilometer. Närmaste större samhälle är Manjeri, 11,1 km söder om Edavanna. I omgivningarna runt Edavanna växer huvudsakligen savannskog.